# Wä IF
Wä IF ist ein schwedischer Sportverein aus Kristianstad. Der 1935 gegründete Klub ist vor allem für seine Frauenfußballmannschaft bekannt, die mehrere Jahre in der Damallsvenskan antrat.

## Geschichte
Die Frauenfußballmannschaft des Klubs stieg Ende 1989 erstmals in die Damallsvenskan auf. In der Spielzeit 1990 spielte sie gegen den Abstieg, der mit drei Punkten Vorsprung auf Absteiger Mallbackens IF vermieden wurde. Nach einem neunten Rang im Folgejahr belegte der Verein in der Spielzeit 1992 mit dem siebten Tabellenplatz das bis dato beste Ergebnis der Vereinsgeschichte. In der folgenden Spielzeit erreichte er den letzten Nichtabstiegsplatz, ehe 1994 nach nur drei Saisonsiegen gemeinsam mit Vorjahresaufsteiger Västerås BK die Klasse nicht mehr gehalten wurde.
Zur Spielzeit 1998 gelang Wä IF der Wiederaufstieg. Mit einem Punkt Vorsprung auf Öxabäck/Mark IF schaffte die Mannschaft den Klassenerhalt. Nach Ende der Saison schloss sie sich mit der zweitklassig antretenden Frauenmannschaft von Kristianstads FF zusammen und trat fortan als Spielgemeinschaft Kristianstad/Wä DFF an, die später zum Kristianstads DFF wurde. Die Frauenmannschaft von Wä IF spielte anschließend unterklassig weiter. In der Spielzeit 2009 tritt die Mannschaft viertklassig an.
Die Männermannschaft von Wä IF trat bisher nicht überregional in Erscheinung. In den 1990er und 2000er Jahren erreichte sie mehrmals das fünfte Liganiveau. In der Spielzeit 2009 tritt die Mannschaft siebtklassig an.